# Brian Griffin (Fotograf)
Brian Griffin (* 13. April 1948 in Birmingham, England; † 29. Januar 2024 in London, England) war ein britischer Fotograf. Seine Porträts von Popmusikern der 1980er Jahre führten dazu, dass The Guardian ihn 1989 zum „Fotografen des Jahrzehnts“ kürte. Seine Arbeiten befinden sich in den ständigen Sammlungen des Arts Council, des British Council, des Victoria and Albert Museum und der National Portrait Gallery (London).

## Biografie
Griffin wurde 1948 in Birmingham geboren und wuchs im Black Country auf. Im Alter von 16 Jahren begann er eine Lehre als technischer Zeichner in einer Fabrik und arbeitete anschließend für British Steel. Nachdem er einem örtlichen Fotoclub beigetreten war, studierte Griffin Fotografie an der Manchester Polytechnic.
Nach dem Collegeabschluss 1972 zog Griffin nach London. Er arbeitete für das in London ansässige Wirtschaftsmagazin „Management Today“ und später für andere Publikationen wie „Accountancy Age“ und „Campaign“. In den 1980er Jahren war Griffin als Experte für Unternehmensfotografie bekannt.
Etwa zur gleichen Zeit begann Griffin in der Musikindustrie zu arbeiten und bekam seine ersten Aufträge von Stiff Records. In den nächsten Jahren fotografierte er Musiker und Bands wie The Jam, Elvis Costello and The Attractions, Siouxsie Sioux, Kate Bush, Depeche Mode, Ultravox, Toyah Willcox, R.E.M., Billy Idol, Iggy Pop, Ringo Starr, Queen und Peter Gabriel. Seine Arbeiten erschienen auf vielen Albumcovern dieser Zeit, insbesondere auf dem von Depeche Modes A Broken Frame (1982), das vom Time-Magazin als „Foto des Jahrzehnts“ ausgezeichnet wurde. Das Foto erscheint auch auf dem Cover der Life-Ausgabe 1990 von World’s Best Photographs 1980–1990. Insgesamt war Griffin für die ersten fünf Albumcover von Depeche Mode verantwortlich.
Griffin entwickelte einen fotografischen Stil, der als Kapitalistischer Realismus bezeichnet wird. Obwohl der Begriff zur Beschreibung anderer Kunstformen verwendet wurde, gilt er als Erster, der diesen Stil in der Fotografie einführte. Sein Werk wurde als von Meistern der Renaissance, dem Symbolismus und dem Surrealismus beeinflusst beschrieben, mit „Film Noir“-Beleuchtung; Griffin selbst nannte David Lynch als Einfluss.
1989 ernannte The Guardian Griffin zum „Fotografen des Jahrzehnts“. Wenig später gab er die Fotografie auf und konzentrierte sich auf Fernsehwerbung, Musikvideos und Filme.
Anfang der 2000er Jahre kehrte Griffin zur Fotografie zurück und nahm die Serie People and the City auf, um die Bewerbung Birminghams als Kulturhauptstadt Europas zu unterstützen. Er drehte einen Dokumentarfilm für Paul McCartney (2004) und wirkte an zahlreichen Werbekampagnen mit. Im Laufe seiner Karriere fotografierte Griffin Menschen wie den britischen Politiker Sebastian Coe, die Schauspielerin Helen Mirren, den Moderator Jonathan Ross sowie die Modedesignerin und Geschäftsfrau Vivienne Westwood. Im Jahr 2010 wurde seine Porträt-Retrospektive Face to Face in Birmingham ausgestellt.
Brian Griffin starb am 29. Januar 2024 im Alter von 75 Jahren.